# Pioneros del Río Xnohá
Pioneros del Río Xnohá är en ort i Mexiko.   Den ligger i kommunen Calakmul och delstaten Campeche, i den östra delen av landet, 1 100 km öster om huvudstaden Mexico City. Pioneros del Río Xnohá ligger 68 meter över havet och antalet invånare är 291.
Terrängen runt Pioneros del Río Xnohá är platt. Runt Pioneros del Río Xnohá är det glesbefolkat, med 9 invånare per kvadratkilometer. Närmaste större samhälle är José María Morelos y Pavón, 11,9 km väster om Pioneros del Río Xnohá. I omgivningarna runt Pioneros del Río Xnohá växer i huvudsak städsegrön lövskog.